# Горбанюк Никифор Романович
Никифор (Ничипір) Романович Горбанюк (нар. 13 березня 1891 — пом. 8 січня 1972) — український військовик, командир полку Армії УНР, повстанський отаман «Вогонь», діяч Українського козацтва.

## Життєпис
Народився у 1891 році.
У часи Першої Світової війни офіцер царської армії. У 1917—1918 роках Никифор був одним із активних організаторів Вільного козацтва в Україні.
У 1919 році на чолі Немирівського полку воював проти більшовиків, а восени 1920 року відступив з Армією УНР за Збруч, де був інтернований.
У травні 1921 року за наказом Повстансько-партизанського штабу УНР Горбанюк разом з полковником Яворським повертається в Україну для організації повстання. 29 вересня 1921 року скористався совєтською амністією і припинив спротив, за деякими даними співпрацював із ЧК, пізніше емігрував до Праги. Закінчив Український університет у Чехословаччині, був членом Українського вільного козацтва на еміграції, співпрацював із чехословацькою поліцією та німецькою розвідкою.
Був одружений із Боженою Форстовою.
По закінченні Другої Світової війни мешкав у Мюнхені. Викрадений службою безпеки соціалістичної Чехословаччини 25 вересня 1958 року і перевезений до Праги.
20 серпня 1959 року Крайовий суд у Празі засудив Горбанюка до 20 років позбавлення волі. 24 березня 1966 Никифор отримав помилування, був звільнений від покарання та переведений до будинку пристарілих у Гержмановій Местці, район Хрудім.
Помер Никифор Горбанюк 8 січня 1972 році.